# Peter Brötzmann
Hans Peter Hermann Brötzmann (ur. 6 marca 1941 w Remscheid, zm. 22 czerwca 2023 w Wuppertalu) – niemiecki saksofonista i klarnecista jazzowy.
Jest uważany za jednego z najważniejszych przedstawicieli free jazzu i muzyki improwizowanej. Jego styl cechuje ostry, nieokrzesany ton, oraz liryczność. Energiczny sposób grania improwizacji przez Brötzmanna został nazwany brötzen, co się przysłużyło do nadania mu przydomku „najgłośniejszego saksofonisty świata”. Gra również na klarnecie i na węgierskim instrumencie dętym tárogató.
Barwa tonu Brötzmanna jest bardzo bezpośrednia, a jego solówki często osiągają dużą intensywność. Nie opuszcza on jednak tradycyjnych struktur jazzowych; motywy odgrywają ważną rolę w jego muzyce, a improwizacje są często oparte na melodii. Te cechy są bliskie stylowi gry Alberta Aylera, którego można uznać za największe źródło inspiracji Brötzmanna.
Współpracował m.in. z Anthonym Braxtonem, Donem Cherrym, Cecilem Taylorem, Billem Laswellem i Mikołajem Trzaską. Jego nagrany w 1968 roku album Machine Gun jest uznawany za jeden z najważniejszych w historii free jazzu.

## Początki kariery, Fluxus, szkolenie plastyczne
Brötzmann mając 14–15 lat zaczął grać na fortepianie w amatorskich zespołach swingowych. Po usłyszeniu na żywo bebopu w wykonaniu Sidneya Becheta, zaczął się samodzielnie uczyć gry na saksofonie.
Przeniósł się do Wuppertalu, gdzie studiował sztuki plastyczne, jednocześnie ucząc się gry na klarnecie. Podczas studiów (i przez jakiś czas po ich ukończeniu) był związany z awangardowym ugrupowaniem artystycznym Fluxus. Był asystentem Nama June'a Paika, wraz z nim tworzył instalacje audio-wizualne w muzeach i uczestniczył w performances Fluxusowych. Brötzmanna fascynowało Fluxusa specyficzne podejście do sztuki:

Idea znoszenia granic pomiędzy sztuką a rzeczywistością, znaczny udział widzów w procesie kreacji artystycznej, wreszcie poszukiwanie drogi w mieście, życiu, kulturze - to wszystko było dla mnie nowe i fascynujące.

Szybko jednak poczuł się zawiedziony sceną artystyczną i rzucił karierę plastyczną. Większość okładek swoich płyt projektuje jednak sam (są to przeważnie litografie), a w latach dziewięćdziesiątych miał wystawę prac. Część jego prac graficznych zostało wydanych w postaci książki.
Zawodową karierę muzyczną zaczął grając na saksofonie w zespołach dixielandowych pod koniec lat pięćdziesiątych. Nie przeniósł się do Ameryki. Nawiązał kontakt z nową, dopiero powstającą sceną muzyki improwizowanej w Europie i cała jego dalsza twórczość podpada pod ten muzyczny nurt. Brötzmann różni się jednak tym, że w przeciwieństwie do większości europejskich improwizatorów (takich jak Derek Bailey, John Stevens czy Evan Parker), nie zmierza ku zupełnie wyzwolonej improwizacji (ang. free improvisation), odcinającej się całkowicie od jazzu, a w szczególności od rytmu, i od strukturalnego rozwinięcia kompozycji i solówek. Nie stosuje też, jak Evan Parker, circular breathing (ang.) – jednoczesnego dmuchania i wciągania powietrza, pozwalającego na nieprzerwany ton w grze na saksofonie.
Już w liceum Brötzmann poznał Petera Kowalda, który stał się jego bliskim przyjacielem. Kowald uczył się gry na kontrabasie i w następnych dekadach stał się sławnym basistą freejazzowym, oraz jednym z najważniejszych partnerów muzycznych Brötzmanna. Kowald i Brötzmann grali w zespołach i nagrywali razem płyty, aż do śmierci Kowalda w roku 2002.

## Lata 1960–1969: Globe Unity Orchestra, „Machine Gun”
W roku 1966 niemiecki pianista freejazzowy Alexander von Schlippenbach zakłada big band, którego celem było zagranie jego kompozycji „Globe Unity” na Berliner Jazztage. Od tytułu tej kompozycji powstaje nazwa „Globe Unity Orchestra”. Ta dziewiętnastoosobowa grupa składała się z Petera Brötzmanna, kwintetu Manfreda Schoofa oraz z innych luminarzy europejskiego free jazzu; między innymi Willema Breukera, Petera Kowalda, Svena-Åke Johanssona i perkusisty zespołu avant-rockowego Can, Jakiego Liebezeita. Grupa trzyma się razem po koncercie na Berliner Jazztage, zaczyna grać koncerty i nagrywać płyty grając już różne kompozycje. W późniejszych latach zespół wciela coraz więcej elementów wyzwolonej improwizacji i free jazzu do swojej muzyki.
Globe Unity Orchestra był pierwszym europejskim awangardowym big bandem. W następujących dekadach zespół zdobywa opinię czołowego big-bandu freejazzowego, a oprócz europejskich muzyków w jej szeregach pojawiali się też Anthony Braxton oraz Steve Lacy. Brötzmann w latach siedemdziesiątych jednak czuje, że big-band popada w utrwalone schematy i opuszcza grupę.

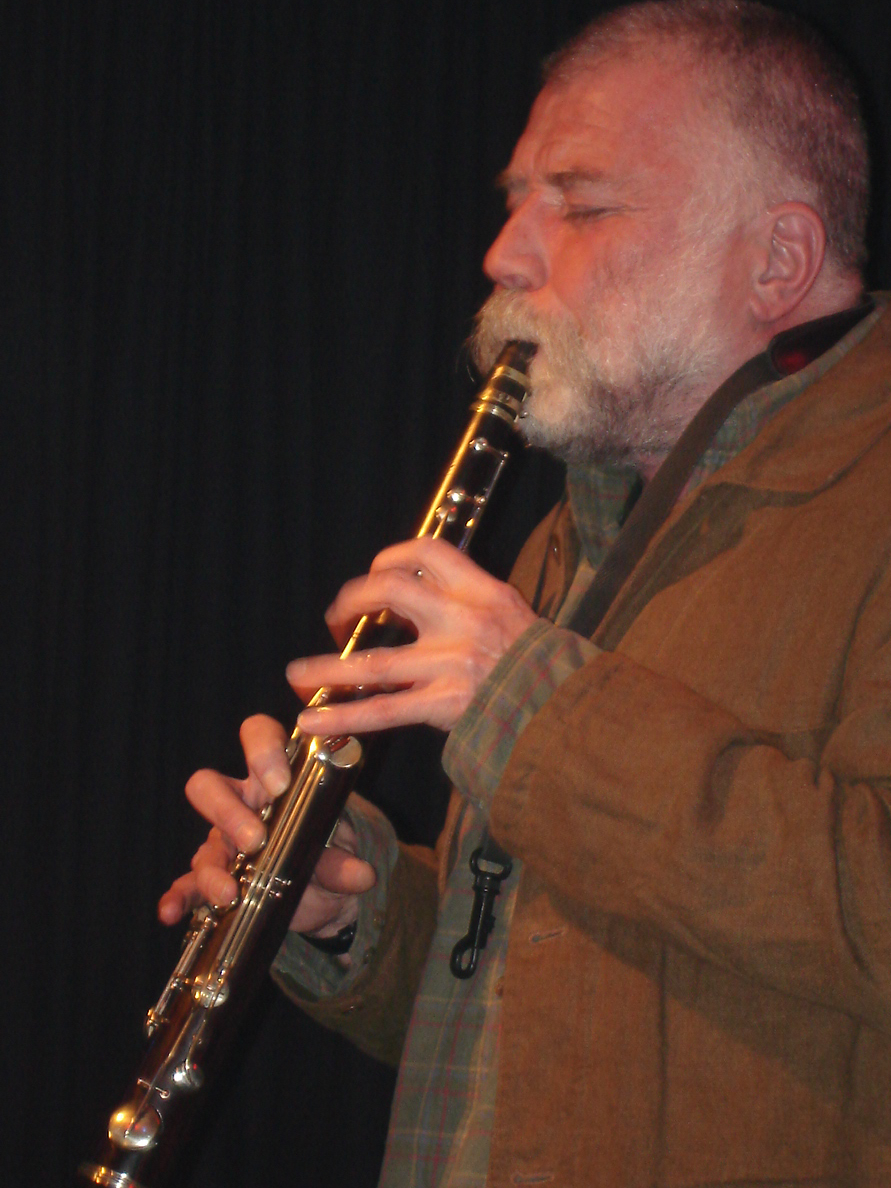
Brötzmann grający na tárogató

Debiutancką płytą Brötzmanna jest For Adolphe Sax (dedykowana belgijskiemu wynalazcy saksofonu), nagrana w roku 1967. Grają na niej Peter Kowald oraz szwedzki perkusista Sven-Åke Johansson.
Kilka lat później (w roku 1969) powstaje legendarna płyta oktetu Petera Brötzmanna, Machine Gun. Bywa ona przez niektórych uważana za jedno z pierwszych nagrań prawdziwie europejskiego jazzu. Nie chodzi tutaj tylko o skład zespołu (liczący muzyków z pięciu europejskich krajów), ale o wyzwoloną improwizację jako pierwszy – pomijając muzykę Djanga Reinhardta – autentycznie europejski wkład do historii jazzu, który dotychczas był w pełni amerykańską muzyką. Trzeba jednak przyznać, że bardzo trudno jest określić, co jest “wyzwoloną improwizacją”, a co nią nie jest. Nie można też ominąć faktu, że Machine Gun częściowo wpisuje się w tradycję nagrań free jazzu bigbandowego (choć gra na niej tylko oktet); nurt rozpoczęty przez Ascension Johna Coltrane’a.
Część legendy Machine Gun polega na tym, że każda osoba wchodząca w jej skład w następnych dekadach stała się światowej sławy przedstawicielem nurtu free. Ta kontrowersyjna płyta była pierwszą, która przyniosła Brötzmannowi rozgłos.
Zespół z Machine Gun był oktetem, jednak przez problemy natury logistycznej (Brötzmann do dziś często odbywa tournée ze swoimi grupami; krytykuje młodych muzyków, że rzadko są 'w trasie'), Brötzmann jest zmuszony zmniejszyć swoją grupę. Zaczyna z tego powodu działać w wielu formacjach i zespołach jednocześnie, nagrywając płyty w coraz to innym składzie.
Brötzmann w połowie lat sześćdziesiątych poznaje Dona Cherry’ego, partnera muzycznego Ornette’a Colemana, mieszkającego wówczas w Szwecji. Cherry zabiera Brötzmanna do Paryża, co pozwala niemieckiemu saksofoniście nawiązać nowe kontakty, między innymi ze Steve’em Lacym.

### Ideologia
Płyta Machine Gun i cała twórczość Brötzmanna w latach sześćdziesiątych i siedemdziesiątych nie była pozbawiona przesłania ideologicznego. Większość muzyków improwizujących miało sympatie lewicowe, komunistyczne i anarchistyczne; poglądy wówczas popularne u artystów i intelektualnej elity w Europie zachodniej.
Brötzmann przyznaje się do znajomości z Ulriką Meinhof, przywódczynią terrorystycznej grupy Rote Armee Fraktion (Frakcja Czerwonej Armii), zwaną także Grupą Baader-Meinhof. Nie brał jednak udziału w akcjach RAF-u i nie angażował się aktywnie w polityce. Marksistowska ideologia była raczej mentalnością, z którą muzycy jazzowi starali się podejść do ich muzyki. Najlepsze podsumowanie, wskazujące też na jego zmianę poglądów w późniejszych latach, daje sam Brötzmann:
„My wszyscy mieliśmy nadzieję, że możemy zmienić społeczeństwo, uczynić go lepszym. (...) Ruch komunistyczny był przez nas rozumiany jako rodzaj idealnej wizji ludzkiego społeczeństwa, do której należy dążyć. Z tak pojmowanym komunizmem europejski free jazz był wówczas bardzo mocno związany. (...) Dziś oczywiście wiem, że były to tylko iluzje. Wciąż jednak wierzę, że mogę dać ludziom trochę dobrych doświadczeń, wprowadzić ich do świata bardziej ludzkich przeżyć.”

## Lata 1969–1980: FMP, partnerzy z początkowego okresu
Brötzmann na końcu lat sześćdziesiątych wraz z Jostem Gebersem zakłada wytwórnię muzyczną FMP (Free Music Productions), której celem jest wydawanie dorobku europejskich muzyków improwizujących, wliczając w to płyty samego Brötzmanna Machine Gun została wydana w roku 1969; była ona wpierw sprzedawana przez samego Brötzmanna na jego koncertach). Wkrótce również płyty artystów nieeuropejskich zostają wydane przez FMP. Free Music Productions nadal jest aktywne i cieszy się statusem kultowej wytwórni, a ponadto jest uważane za ważne 'archiwum' europejskiego free jazzu.
Jednym z najważniejszych partnerów Brötzmanna w tym początkowym okresie jest holenderski free-bopowy perkusista Han Bennink. Pojawia się on na szeregu płyt Brötzmanna i jego współpraca z niemieckim saksofonistą trwa do dziś. Scena muzyki improwizowanej w Holandii odegrała ważną rolę w początkowym okresie twórczości Brötzmanna. Należy tu wymienić multiinstrumentalistę Willema Breukera, który był katalizatorem holenderskiego free jazzu i grał w oktecie Brötzmanna, oraz pianistę rosyjskiego pochodzenia Miszę Mengelberga (który był, tak jak Brötzmann, związany z grupą Fluxus).

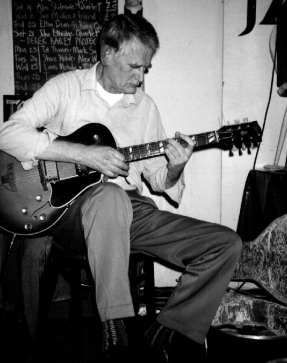
Derek Bailey (zdjęcie: Graham Burnett)

 Innym ważnym partnerem z początkowego okresu jest obrazoburczy gitarzysta Derek Bailey i saksofonista Evan Parker. Bailey, będący wtedy jeszcze nieznanym gitarzystą zarobkowym o nienagannej technice, staje się w następnych dekadach, razem z Evanem Parkerem, największym przedstawicielem wyzwolonej improwizacji na świecie. Derek Bailey w roku 1976 tworzy zespół Company, który przeżył liczne wcielenia. W latach osiemdziesiątych grał w nim też Brötzmann. Partnerstwo Brötzmanna z Baileyem trwało aż do jego śmierci w roku 2005. Natomiast Brötzmann z Parkerem do dziś grają razem w zespołach o różnym składzie.
Płyty Brötzmanna z tego okresu należą do klasyki europejskiej muzyki improwizowanej. Ich skład za każdym razem był zrzeszeniem tytanów. Ważnym zespołem z tego okresu jest trio z Fredem van Hovem i Hanem Benninkiem, którzy grają na płytach Nipples, Balls, Fuck de Boere, oraz Brötzmann/Van Hove/Bennink.
Brötzmann w połowie lat sześćdziesiątych poznaje awangardowego niemieckiego kompozytora Karlheinza Stockhausena. „Kontakty z nim, z jego sztuką, dały mi pełnię wolności w tworzeniu mojej własnej muzyki. Dzięki niemu poznałem też takich ludzi jak John Cage”, stwierdza Brötzmann.
W latach siedemdziesiątych spadło zainteresowanie muzyką free, co wynikało z ogólnego wówczas kryzysu w jazzie. Brötzmann w tym okresie działa poza zasięgiem większości mediów poświęconych muzyce jazzowej.

## Lata 1980–1990: Last Exit

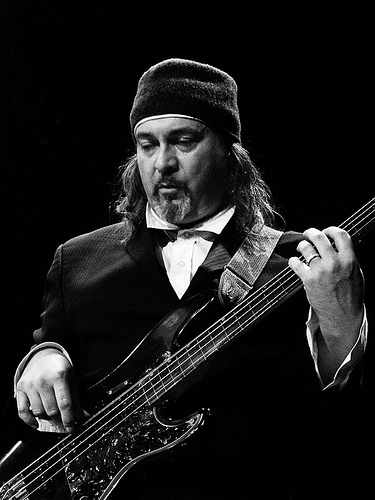
Bill Laswell

W latach osiemdziesiątych ponownie wzrasta zainteresowanie muzyką improwizowaną. Projekty Brötzmanna są częściej dostrzegane i chwalone w prasie niż w latach siedemdziesiątych.
W tych latach sławny producent i basista Bill Laswell zakłada zespół Last Exit, składający się z Brötzmanna, amerykańskiego gitarzysty freejazzowego Sonny’ego Sharrocka i perkusisty Ronalda Shannona Jacksona. Jackson grał w kilku zespołach Ornette’a Colemana i Cecila Taylora. Natomiast Sonny Sharrock miał już wtedy status kultowego gitarzysty; był ciekawym, lecz poza środowiskami freejazzowymi mało docenionym twórcą, i był wraz z Derekiem Baileyem jednym z pierwszych, którzy grali wyzwoloną improwizację na gitarze. Bardziej niż Bailey wyrażał emocje w swoim graniu. Grał przeważnie na gitarze elektrycznej i, pomijając muzykę awangardową, jego inspiracją był również Jimi Hendrix oraz zespoły rockowe z lat sześćdziesiątych.
Last Exit w prowokujący sposób łączył heavy metal i free jazz w iście szatańską mieszaninę. Wydane płyty Last Exit są przeważnie nagraniami koncertowymi. Zespół przez jakiś czas cieszył się sukcesem, jednak rozpadł się w roku 1994 – roku śmierci Sonny’ego Sharrocka.
Brötzmann w tym okresie nagrywa płyty z Cecilem Taylorem, będącym wtedy już światowej sławy muzykiem awangardowym. Grał w Cecil Taylor’s European Orchestra, zespole składającym się z europejskich muzyków, w skład którego wchodził Tomasz Stańko. Innym nowym muzykiem, z którym Brötzmann nagrywał w tym okresie, był brytyjski perkusista Tony Oxley.

## Lata 1990–2007: Die Like a Dog, Chicago Tentet

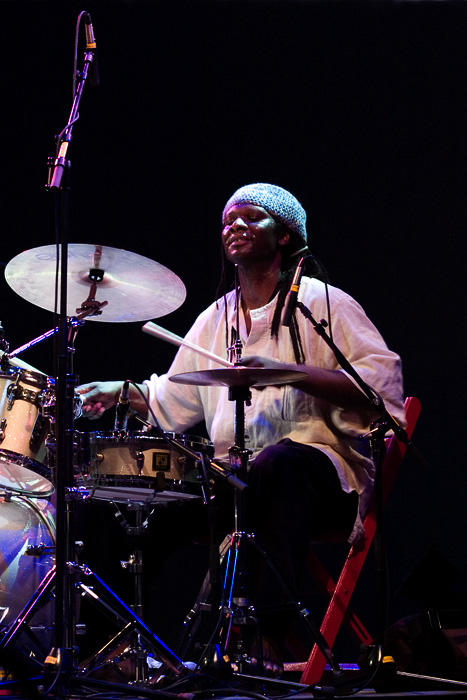
Hamid Drake

Dopiero w latach dziewięćdziesiątych przypada najbardziej twórczy i artystycznie udany okres Brötzmanna. Rozpoczyna najbardziej cenione przez krytyków współprace muzyczne. Jest to przede wszystkim szereg płyt nagranych z sekcją rytmiczną, która się składa z basisty Williama Parkera i perkusisty Hamida Drake’a.
Brötzmann tworzy dwa ważne zespoły w tym okresie: Die Like a Dog Quartet oraz Chicago Tentet.
W skład Die Like a Dog Quartet (wpierw Die Like a Dog) wchodzą Parker, Drake oraz japoński improwizujący trębacz Toshinori Kondo. Ten kwartet nagrywa cztery płyty, z których tylko jedna jest studyjną płytą. Jest to Life and Death of Albert Ayler, poświęcona twórczości Alberta Aylera.
William Parker i Hamid Drake również należą do Chicago Tentet. Ta grupa składa się, jak nazwa wskazuje, z muzyków z Chicago. Płyta Be Music, Night łączy muzykę Tentetu z wierszami Kennetha Patchena.
Brötzmann nadal grał w zespołach o bardzo różnym składzie, nawiązywał coraz nowe partnerstwa z młodymi muzykami, jednocześnie grając z ludźmi, z którymi grał pod koniec lat sześćdziesiątych. Z jego projektów z roku 2006 wyróżnia się płyta Live in Beirut, duet z Michaelem Zerangiem nagrany w Libanie, nawiązujący do nowo powstającej sceny muzyki improwizowanej w Bejrucie.

## Projekty i znajomości z polskimi muzykami
Peter Brötzmann znał Tomasza Stańkę od lat sześćdziesiątych i grał razem z nim w European Orchestra Cecila Taylora. Brötzmann jednak krytykuje podpisanie umowy przez Stańkę z mainstreamową wytwórnią ECM.
Brötzmann znał również Jana „Ptaszyna” Wróblewskiego oraz Zbigniewa Seiferta.
Na początku obecnego wieku Brötzmann nawiązał współpracę z saksofonistą Mikołajem Trzaską. Razem z Trzaską założył zespół North Quartet, którego sekcja rytmiczna składa się z Petera Friisa Nielsena i Peetera Uuskyli. Nielsen grał razem z Brötzmannem w zespole The Wild Man’s Band, natomiast Uuskyla jest znany z jego projektów z Cecilem Taylorem w latach osiemdziesiątych i dziewięćdziesiątych. Ten zespół wydał płytę North Quartet dla wytwórni płytowej Mikołaja Trzaski, Kilogram Records. Jest ona nagraniem koncertu w Gdańsku. W 2010 roku Trzaska i Brötzmann wydali kolejną wspólną płytę pt. Goosetalks.

## Wpływ
O wpływie Brötzmanna można jedynie mówić ograniczając się do okresu lat 1960–1980; jest bowiem jeszcze za wcześnie, by ocenić, co wniósł do historii jazzu w latach późniejszych.
Brötzmann był przede wszystkim spoiwem łączącym różnych awangardowych muzyków na początku lat sześćdziesiątych; mobilizował ludzi, przez co powstawały płyty, zespoły i nowe współprace. Był osobą, która była gotowa do grania z każdym, w każdym możliwym składzie i w każdym możliwym miejscu. Nadał free jazzowi mentalność punk rocka: grał dużo koncertów, wydawał płyty we własnej wytwórni, nigdy nie szedł na muzyczny kompromis by zyskać fanów i trzymał się zawsze daleko od komercyjnych wytwórni płytowych i promotorów.
Rola jego wytwórni FMP była ważna w dokumentowaniu europejskiej muzyki improwizowanej.
Muzycznie Brötzmann przekazał spuściznę Alberta Aylera nowej generacji muzyków; pokazał, że awangardowa improwizacja nie wyklucza ekspresji emocjonalnej. Był, w przeciwieństwie do większości saksofonistów, relatywnie mało zainspirowany Johnem Coltrane’em, a bardziej Aylerem. Przeciwstawiał się także tendencji w europejskim free jazzie, by nawiązywać bardziej do awangardowej muzyki poważnej niż do korzeni jazzu.
Do inspiracji muzyką Brötzmanna przyznają się między innymi Ken Vandermark i Jeb Bishop.

## Caspar Brötzmann
Caspar Brötzmann, syn Petera, jest gitarzystą jazzowym. Nagrali razem płytę Last Home. Najbardziej znanym zespołem Caspara jest Caspar Brötzmann Massaker, łączący hard rock i heavy metal z muzyką improwizowaną. Pomijając lidera zespół składa się z basisty Eduarda Delgado Lopeza i perkusisty Danny’ego Arnolda Lommena.

## Dyskografia
- 1967 For Adolphe Sax (FMP 0080)
- 1968 Machine Gun (FMP 0090)
- 1969 Nipples (FMP)
- 1970 Balls (FMP 0020)
- 1973 Brötzmann/Van Hove/Bennink (FMP 0130)
- 1976 Brötzmann Solo (FMP 0360)
- 1977 Ein halber Hund Kann Nicht Pinkeln (FMP 0420)
- 1977 Schwarzwaldfahrt (FMP 0440)
- 1979 3 Points and a Mountain…. Plus (FMP 0670)
- 1981 Alarm (FMP 1030)
- 1982 Pica-Pica (FMP 1050)
- 1982 Andrew Cyrille Meets Peter Brötzmann (FMP 1000)
- 1984 Berlin Djungle (FMP 1120)
- 1990 No Nothing (FMP)
- 1990 Last Home (1990)
- 1991 Live in Berlin '71 (1991)
- 1992 Marz Combo: Live in Wuppertal (1992)
- 1992 Sacred Scrape/Secret Response (1992)
- 1993 Die Like a Dog: Fragments of Music, Life and Death of Albert Ayler (FMP) (Die like a dog Quartet)
- 1994 Songlines (FMP)
- 1996 Nothing to Say: A Suite of Breathless Motion Dedicated to Oscar Wilde (FMP)
- 1996 The WELS Concert (Okka Disk)
- 1997 Little Birds have fast Hearts No1 & 2 (FMP) (Die Like A Dog Quartet)
- 1997 Evolving Blush or Driving Original Sin (PSF)
- 1997 The Wild Man’s Band
- 1998 Dried Rat Dog (Okka Disk)
- 1998 From Valley to Valley (Eremite) (Die like a Dog Quartet with Roy Campbell)
- 1999 Live at Nefertiti (Ayler)
- 1999 Stone/Water
- 1999 Three Rocks and a Pine
- 1999 Live at the Empty Bottle
- 1999 Noise of Wings
- 2000 Shadows: Live in Wels
- 2001 Right as Rain: Dedicated to Werner Ludi (FMP)
- 2002 Ayoama Crows (FMP) (Die Like a Dog Quartet)
- 2002 Broken English (Okka Disk)
- 2002 Short Visit to Nowhere (Okka Disk)
- 2002 Nothung (Intone)
- 2002 Flying Feathers (Future Music)
- 2003 More Nipples (Atavistic)
- 2003 FMP 130 (Atavistic)
- 2003 Never Too Late But Always Too Early: Dedicated to Peter Kowald (Eremite)
- 2003 The Cooler Suite
- 2004 Tales Out of Time (Hat Hut)
- 2004 14 Love Poems plus 10 More – Dedicated to Kenneth Patchen (FMP)
- 2004 Medicina (Atavistic)
- 2004 Images
- 2004 Signs
- 2004 The Bishop's Move
- 2005 Be Music, Night (Okka Disk)
- 2006 Live in Beirut (Al Maslakh)